# 猪熊教利
猪熊 教利（いのくま のりとし）は、安土桃山時代から江戸時代初期にかけての公家。初名は範遠（のりとお）。権大納言・四辻公遠の子。実兄の山科教遠（言経の養子）の養子（後述）。猪熊事件の首謀者。

## 経歴
四辻公遠の子として生まれたが、高倉範国の養子として中絶していた高倉家の跡を継ぎ高倉範遠を称する。天正13年（1585年）従五位下に叙爵した。
天正15年（1587年）山科言経が勅勘を蒙って摂津国に下った後、山科家は範遠の実兄である教遠が継承していたが、天正19年（1591年）長兄である四辻季満（後に鷲尾隆尚）も勅勘を蒙って廃嫡となったため、山科教遠が四辻家の後継者となって後に四辻季継と改名した。代わりに範遠が山科家を相続し、実弟の嗣良が高倉家を相続することとなった。そのため、範遠は山科教利と改名した。
その後、教利は山科家の当主として天正20年（1592年）侍従、慶長2年（1597年）従五位上に叙任される。
しかし、慶長3年（1598年）徳川家康の取り成しによって言経が山科家当主として朝廷に復帰したため、翌慶長4年（1599年）5月に教利は勅命により山科を改め猪熊を家名として新しい家を興した（山科家分家）。家名は平安京の猪熊小路に由来する。慶長5年（1600年）1月に左近衛少将、2月に正五位下に叙任され、慶長6年（1601年）には県召除目で武蔵権介に任じられ、家康からも知行200石を安堵されている。
教利は天皇近臣である内々衆の一人として後陽成天皇に仕えていたが、内侍所御神楽で和琴を奏でたり、天皇主催の和歌会に詠進したりする等、芸道にも通じていた。勅命で鷲尾隆康の日記『二水記』を書写したほか、政仁親王の石山寺・三井寺参詣に供奉し、新上東門院の使者として伏見城の家康を訪ねた事もある。
一方、教利は在原業平や『源氏物語』の光源氏を想起させる「天下無双」の美男子として著名で、その髪型や帯の結び方が「猪熊様（いのくまよう）」と呼ばれて京都で流行する程に評判であった。また、かねてから女癖が悪く、「公家衆乱行随一」と称されていたという。慶長12年（1607年）2月に突如勅勘を蒙って大坂へ出奔したが、これは女官との密通が発覚したためと風聞された。やがて京都に戻った後も素行は収まらず、多くの公卿を自邸等に誘っては女官と不義密通を重ねた。
慶長14年（1609年）7月に女官5人と烏丸光広ら公家7人との密通が露顕する（猪熊事件）。詮議の過程で、教利がこれら乱交の手引きをしていた事が明らかとなり、激昂した後陽成天皇は処分を幕府に一任。同年8月4日に幕府は教利に対する逮捕令を諸国に下し、捕らえ次第京都所司代に引き渡すよう厳命した。所司代の追及を恐れた教利は、当時かぶき者として知られた織田頼長の教唆を受けて西国に逃亡。一説には朝鮮への亡命をも企てていたともいう。しかし、同月中に潜伏先の日向国において供の阿少による裏切りで、延岡城主・高橋元種により召し捕られた。9月16日に一間四方の籠に入れられて京都に護送された後は二条に収監され、10月17日に常禅寺で斬刑に処された。享年27。
なお、山科家では言経の復帰後に、教遠（四辻季継）と教利の山科家相続の事実の抹消を図ったが全ての記録の抹消が出来なかったために、「山科言経－教遠－教利」という養子縁組の形を取った系譜も現在に伝えられることになった。また、四辻家や藪家（高倉家）でも罪人として処刑された教利の存在の抹消を図った形跡があり、高倉範遠を四辻季継に比定した事実と異なる説明が一部でされることになった。

## 子孫
子孫は武士となった。外戚の姓である生駒氏を称し高松藩生駒家に迎えられたが、生駒家の改易後は高松藩松平家に仕えた。松平家では生駒矢柄家と呼ばれた。

## 官歴
『歴名土代』による。
- 天正13年（1585年） 5月12日：従五位下
- 時期不詳：高倉範遠から山科教利に改名[9]
- 天正20年（1592年） 正月25日：侍従
- 慶長2年（1597年） 正月5日：従五位上
- 慶長5年（1599年） 正月2日：左近衛少将。2月10日：正五位下。5月17日：山科から猪熊に改家名[10]
- 慶長6年（1601年） 3月19日：武蔵権介
- 慶長14年（1609年） 10月17日：斬刑

## 系譜
- 父：四辻公遠（1540-1595）
- 母：不詳
- 養父：山科教遠（1581-1639）
- 正室：山里 - 生駒一正の娘
  - 長男：生駒正幸